# Europees Geneesmiddelenbureau
Het Europees Geneesmiddelenbureau (in het Engels: European Medicines Agency (EMA)) is een agentschap van de Europese Unie, opgericht in 1995 en sinds 2019 gevestigd in het Vivaldigebouw op de Zuidas in Amsterdam. Tot december 2004 heette het agentschap Europees Bureau voor de geneesmiddelenbeoordeling (in het Engels: European Agency for the Evaluation of Medicinal Products oftewel European Medicines Evaluation Agency) en tot 2009 werd ook vaak de afkorting EMEA gebruikt. 
Het agentschap houdt toezicht op de ontwikkeling, evaluatie en veiligheid van geneesmiddelen voor zowel dierlijk als menselijk gebruik in de Europese Unie. Meer bepaald neemt het agentschap maatregelen om de ontwikkeling van en toegang tot geneesmiddelen te bevorderen, evalueert het de aanvragen voor de toelating van geneesmiddelen op de Europese markt, houdt het toezicht op de effectiviteit en veiligheid van geneesmiddelen gedurende hun volledige levenscyclus en geeft het informatie over geneesmiddelen aan patiënten en gezondheidsprofessionals. Het agentschap voert enkel wetenschappelijke evaluaties uit; zelf geeft het geen toelatingen om geneesmiddelen in de handel te brengen. Daarover beslist de Europese Commissie (op basis van de evaluatie van het agentschap). Ook ligt de verantwoordelijkheid voor de toelating van veel geneesmiddelen in de EU niet bij het agentschap en de Commissie maar bij de nationale geneesmiddelenautoriteiten, zoals het FAGG in België of het CBG in Nederland. Het agentschap werkt vaak samen met de nationale autoriteiten voor het uitvoeren van wetenschappelijke evaluaties.
Het Europees Geneesmiddelenbureau beschikte in 2017 over ongeveer 900 medewerkers en een budget van ongeveer 320 miljoen euro. 

## Structuur

### Agentschap
Aan het hoofd van de EMA staat een raad van bestuur (Management Board), bestaande uit 35 leden die geacht worden het algemeen belang te dienen, los van nationale overheden, organisaties of sectoren. Deze raad stelt de begroting van het agentschap vast, keurt het jaarlijkse werkprogramma goed en zorgt ervoor dat het Agentschap vlot samenwerkt met partnerorganisaties in de EU en daarbuiten.
De dagelijkse werking van de EMA wordt ambtelijk geleid door de uitvoerend directeur. Daarnaast zijn er de volgende stafafdelingen:
- Executive support (management ondersteuning)
- Legal sector (juridische afdeling)
- de Senior Medical Officer
- integrated quality management and audit (de kwaliteitsafdeling)

Daaronder vindt men de volgende afdelingen:
Pre-authorisation evaluation of medicines for human useDeze afdeling houdt zich bezig met het traject dat een geneesmiddel voor gebruik bij mensen moet doorlopen om via de centrale procedure (zie hieronder) te kunnen worden geregistreerd. Hieronder vallen weer de afdelingen
- Wetenschappelijk advies en weesgeneesmiddelen
- Kwaliteit van geneesmiddelen
- Veiligheid en werkzaamheid van geneesmiddelen

Post-authorisation evaluation of medicines for human useDeze afdeling houdt zich bezig met geneesmiddelen die al zijn geregistreerd via de centrale procedure en waaraan onderhoud wordt gepleegd. Ook houden zij in de gaten of een geneesmiddel voldoende werkzaam en veilig blijft na goedkeuring. Zij kennen de afdelingen
- Regulatory affairs en organisatie ondersteuning
- Geneesmiddelenbewaking en post-autorisatie veiligheid en werkzaamheid van geneesmiddelen
- Medische informatie

Veterinary medicines and inspectionDeze afdeling is verantwoordelijk voor de toelating en het onderhoud van geneesmiddelen voor gebruik in dieren. Hun afdelingen:
- Veterinaire marketing autorisatieprocedures
- Veiligheid van veterinaire geneesmiddelen
- Inspecties

Naast deze inhoudelijke afdelingen, zijn er nog twee andere afdelingen, te weten:
Communications and NetworkingHun afdelingen:
- Documentmanagement en publiceren
- Vergaderingmanagement en conferenties
- Projectmanagement
- Informatietechnologie

AdministratieAfdelingen:
- Personeel en budget
- Infrastructurele diensten
- Accounting

### Comités
De EMA ondersteunt een aantal wetenschappelijke comités in hun werk.
De comités zijn:
- de CHMP - Committee for Medicinal Products for Human Use (voorheen 'Committee on Human Medicinal Products').
 Dit is het wetenschappelijk comité dat aanvragen voor nieuwe geneesmiddelen in Europa, via de Centrale Procedure, beoordeelt. De CHMP geeft uiteindelijk haar conclusie weer in een opinie, welke wordt voorgelegd aan de Europese Commissie. De Europese Commissie beslist uiteindelijk en verleent de handelsvergunning.
- de PRAC - Pharmacovigilance Risk Assessment Committee.
 Dit wetenschappelijk comité is ontstaan na de wetswijziging in 2012 en beslist over producten die reeds op de markt zijn toegelaten.
- de CVMP - Committee for Medicinal Products for Veterinary Use (voorheen 'Committee on Veterinary Medicinal Products').
 Dit wetenschappelijk comité doet hetzelfde als de CHMP, maar dan voor geneesmiddelen voor dieren.
- de COMP - Committee for Orphan Medicinal Products.
 Dit wetenschappelijk comité adviseert de CHMP omtrent het verlenen van de zogenaamde Orphan status, de weesgeneesmiddelenstatus.
- de HMPC - Committee on Herbal Medicinal Products.
 Dit wetenschappelijk comité beoordeelt de aanvragen voor kruidmiddelen in Europa. Het vervangt de CPMP working party on herbal medicinal products.
- de PDCO - Paediatric Committee. Dit comité beoordeelt de paediatric investigation plans (PIP's). Alle vergunninghouders voor geneesmiddelen voor menselijk gebruik, en alle aanvragers voor zo'n vergunning moeten in principe aangeven op welke wijze zij willen onderzoeken of hun geneesmiddel geschikt is voor gebruik in kinderen, dat wil zeggen voor patiënten jonger dan 18 jaar. Deze verplichting is neergelegd in een aantal Europese verordeningen en richtlijnen, onder andere 2001/83/EC, EC/1901/2006, EC/1902/2006, EC/658/2007 en EC/1394/2007. De PDCO beoordeelt de PIP's en aanvragen om juist geen PIP in te dienen, de zogenaamde waivers.

## Centrale procedure
Voor het registreren van een geneesmiddel voor menselijk gebruik in Europa via de EMA is de zogenaamde Centrale Procedure in het leven geroepen.
De centrale procedure staat beschreven in haar huidige vorm in EG-verordening 726/2004 en wordt nader uitgelegd in volume 2, hoofdstuk 4 van de "Notice to Applicants". Via deze procedure wordt, uiteindelijk via een beslissing van de Europese Commissie, een geneesmiddel gelijktijdig toegelaten tot alle lidstaten van de Europese Unie én die landen die niet zijn aangesloten bij de EU maar wel in de EEA-EFTA zitten (Noorwegen, Lichtenstein en IJsland). Het verschil tussen deze laatsten en de EU-lidstaten is wel dat in Noorwegen, Lichtenstein en IJsland de Commissie Beslissing eerst moet worden omgezet in een nationale beslissing.
Niet elk geneesmiddel kan via de centrale procedure worden toegelaten.

### "Mandatory Scope"
Geneesmiddelen met een nieuwe werkzame stof die ingezet zullen worden voor aids, kanker, neurodegeneratieve stoornissen of diabetes vallen onder de "mandatory scope" (verplicht bereik). Alle geneesmiddelen die hieraan voldoen moeten, volgens artikel 3(1) van de annex van verordening 726/2004.
Ook geneesmiddelen die van biotechnologische producten afkomstig zijn, bijvoorbeeld eiwitten, recombinant-DNA-technologie of hybridomen en antilichamen moeten via de centrale procedure worden geregistreerd.
Daarnaast moeten weesgeneesmiddelen via deze procedure worden geregistreerd.

### "Optional Scope"
Geneesmiddelen die niet aan de eisen van het verplichte bereik vallen, kunnen toch via de centrale procedure worden toegelaten. Dan moeten zij vallen onder een van de volgende criteria:
a) een nieuwe werkzame stof
of
b) het nieuwe geneesmiddel bevat een significante therapeutische, wetenschappelijke of technische innovatie dat toelating via de centrale procedure in het belang patiënten in de gehele Europese Gemeenschap is.

## Budget
Voor 2017 beschikte het Europees Geneesmiddelenbureau over een budget van 322,1 miljoen euro, waarvan 285,1 miljoen euro (ongeveer 89%) door de farmaceutische industrie werd betaald in de vorm van heffingen voor onder andere het behandelen van registratieaanvragen voor geneesmiddelen en het uitvoeren van inspecties. De EU droeg 16,5 miljoen euro (ongeveer 5%) bij tot het budget in de vorm van subsidies voor specifieke projecten in verband met de volksgezondheid (bijvoorbeeld ter ondersteuning van weesgeneesmiddelen) en het resterende deel van het budget was afkomstig van andere bronnen. Het Europees Geneesmiddelenbureau betaalde in 2017 naar schatting 118,7 miljoen euro (ongeveer 37% van haar budget) aan de nationale geneesmiddelenautoriteiten van de lidstaten voor hun medewerking aan het uitvoeren van evaluaties en andere taken van het agentschap.

## Verhuizing
Van bij de oprichting tot 2019 was het agentschap gevestigd in de Londense Docklands aan Canary Wharf. In het kader van de Brexit werd na een stemming in de Raad van de Europese Unie besloten dat de zetel van het agentschap uiterlijk maart 2019 verhuist naar de Zuidas in Amsterdam. Het agentschap nam per 20 januari 2020 zijn intrek in het hoofdkantoor aan de Zuidas, nadat het in november 2019 al de sleutel van dit toen opgeleverde gebouw had ontvangen en tijdelijk was gehuisvest in een kantoor nabij Station Amsterdam Sloterdijk. In weerwil van dreigende rechtszaken werd een overeenkomst bereikt met de verhuurder van het Londense gebouw.